# ASG Software Solutions
ASG Software Solutions (ASG) (em português → Soluções de Software ASG) é uma empresa privada de software que desenvolve e comercializa softwares empresariais para clientes internacionais. Fundada em 1986 por Arthur L. Allen, a sede ASG está localizado em Naples (Flórida). A empresa também mantém escritórios em todo o mundo.
ASG trabalha com mainframe e computação distribuída, suas soluções são usadas por empresas de serviços financeiros e de corretagem, seguros, saúde, educação, governo, telecomunicações, tecnologia, manufatura e varejo. Os clientes têm incluído Coca-Cola, General Electric e Procter & Gamble.
Os produtos ASG são utilizados para computação em nuvem, de negócios de gerenciamento de serviços, o legado de migração de dados, gestão de desempenho, desenvolvimento de aplicações e gerenciamento de conteúdo. ASG também oferece portais de informação de negócios e aplicativos para gerenciamento de identidade e acesso do usuário, além de serviços de consultoria, implementação e treinamento.